# Бойчук, Василий Сафронович
Василий Сафронович Бойчук (род. 10 марта 1912 село Яланец, теперь Томашпольского района Винницкой области — ?) — украинский советский партийный деятель, 1-й секретарь Крыжопольского райкома КПУ Винницкой области. Герой Социалистического Труда (1958). Депутат Верховного Совета СССР 5-го созыва. Член ЦК КПУ в 1960—1961 г.

## Биография
Родился в крестьянской семье. Трудовую деятельность начал в 1928 году рабочим «Зугресбуду» в Донбассе. Учился на вечернем отделении Одесского железнодорожного института и одновременно, в 1930 — 1932 годах, работал учителем начальных классов.
В 1933 — 1935 г. — в Красной Армии.
В 1938 году окончил Винницкий педагогический институт.
В 1938 — 1939 г. — директор Соколовской средней школы Крыжопольского района Винницкой области.
Член ВКП(б) с 1939 года.
В 1939 — 1946 г. — в Красной Армии. Участник Великой Отечественной войны с 1941 года и советско-японской войны 1945 года. Служил в 1941 году военным комиссаром 981-го стрелкового полка 254-й стрелковой дивизии 5-й армии. С июня 1942 года — военный комиссар 460-го отдельного автотранспортного батальона, затем — командир 103-го отдельного автотранспортного батальона Резерва Главного Командования, 4-й и 9-й Воздушных армий. Воевал на Юго-Западном, 2-м Белорусском и 1-м Дальневосточном фронтах.
В 1946 — январе 1950 г. — директор Городковской средней школы Крыжопольского района Винницкой области.
В 1950 — 1962 г. — 1-й секретарь Крыжопольского районного комитета КПУ Винницкой области. В 1962 — 1963 г. — начальник Крыжопольского производственного колхозно-совхозного управления, а затем секретарь партийного комитета КПУ этого же управления.
С сентября 1963 года — председатель правления Винницкого областного потребительского союза.

## Звание
- майор

## Награды
- Герой Социалистического Труда (26.02.1958)
- орден Ленина (26.02.1958)
- орден Отечественной войны 1-й ст. (15.08.1944)
- два ордена Красной Звезды (5.06.1945, 20.09.1945)
- медали